# Euchaeta marina
Euchaeta marina är en kräftdjursart som först beskrevs av Prestandrea 1833.  Euchaeta marina ingår i släktet Euchaeta och familjen Euchaetidae. Inga underarter finns listade i Catalogue of Life.